# Empoasca dominica
Empoasca dominica är en insektsart som först beskrevs av Ghauri 1974.  Empoasca dominica ingår i släktet Empoasca och familjen dvärgstritar.
Artens utbredningsområde är Dominica. Inga underarter finns listade i Catalogue of Life.